# Champforgeuil
Champforgeuil – miejscowość i gmina we Francji, w regionie Burgundia-Franche-Comté, w departamencie Saona i Loara.
Według danych na rok 1990 gminę zamieszkiwało 2131 osób, a gęstość zaludnienia wynosiła 292 osoby/km² (wśród 2044 gmin Burgundii Champforgeuil plasuje się na 95. miejscu pod względem liczby ludności, natomiast pod względem powierzchni na miejscu 1092.).